# Bhuvaneka Bahu IV
Bhuvenaka Bahu IV fou el primer rei de Gampola, de la dinastia de Siri Sanga Bo, fill i successor de Vijayabahu V.
El Mahavansa situa aquest regnat entre el 1347 i el 1353 o 1354.
El Mahavansa l'esmenta com un homa savi i de fe i excel·lents virtuts. Va establir la capital a Gampola (Ganga-siri-pura). El nord del país estava en mans dels tàmils i a vegades lluitava contra els musulmans; aquests tenien factories comercials en diversos punts de la costa. En aquest temps va estar a l'illa Ibn Battuta que va desembarcar a Battala (Puttalam) on va trobar la canyella. El cap de Jaffna li va ensenyar la seva riquesa en perles i li va donar una escorta per pujar al Pic d'Adam; Ibn Battuta va visitar Mannar Mandali (probablement Minneri Mundal); després va estar a Chilaw i finalment va arribar a Gampola on descriu la cort i al rei i descriu també diversos aspectes de la vida i la ciutat. Va passar també per la població de Kalanga on estava la tomba del santó Abu Abd Allah (el primer que va portar pelegrins musulmans a Ceilan), va visitar Dinar (Dondra) i va retornar a Puttalam passant per Galle i Kolamliu (Colombo). Ibn Batutta esmenta al país com Serendib.
Durant aquest regnat es va produir l'obra històrica Nikaya Sangaraha, o l'obra anomenada Dahamgete.
El va succeir a Gampola el seu germà Parakramabahu V (per tant fill de Vijayabahu V)